# Sjöborrar
Sjöborrar (Echinoidea) är en klass av havslevande djur i stammen tagghudingar. Det finns cirka 950 arter, förekommande på djupa och grunda bottnar och vid korallrev. Sjöborrar kallas ibland för havets igelkottar, eftersom många sjöborrar liknar runda, taggiga bollar. Men det finns en del sjöborrar som har en mer platt kroppsform eller saknar taggar.
Sjöborrar har ett hårt skal som består av fem olika kalkplattor. Det hårda skalet skyddar sjöborrarnas inre organ. På skalets utsida kan ytterligare försvar som taggar finnas. Taggarna är rörliga med hjälp av en muskel som sitter inne vid fästet. 
Vissa arter av sjöborrar har långa taggar, andra har korta. Taggarna är ett bra försvar när till exempel en fisk försöker äta upp sjöborren, genom att göra den svårare att svälja. Några fiskar klarar ändå av att äta sjöborrar, exempelvis vissa tryckarfiskar som kan vända sjöborrar upp och ner för att komma åt den mer sårbara undersidan. En del sjöborrar försvarar sig även genom att vara giftiga, till exempel blomsjöborre. 
Sjöborrar äter smådjur, alger, blötdjur samt både levande och döda växter och djur. De rör sig med hjälp av slangfötter. Mundelarna finns mitt på undersidan av kroppen, på ovansidan finns anus. 
I storlek varierar sjöborrar från små arter som blir högst ett par centimeter i diameter till större arter som kan nå minst 15–20 centimeter i diameter. Även variationen i färg är stor och en del arter kan vara mycket färgstarka.

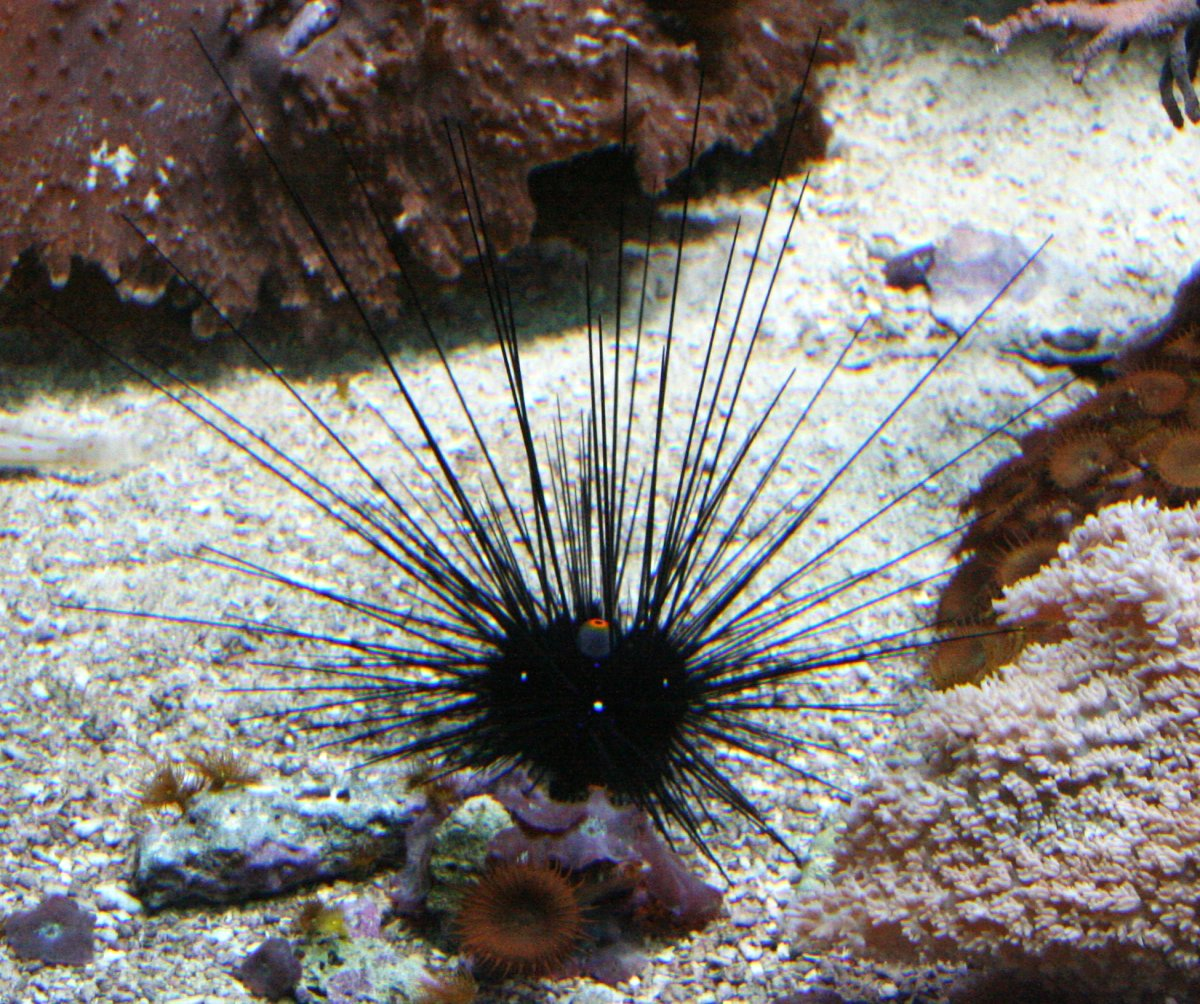
Diadema setosum
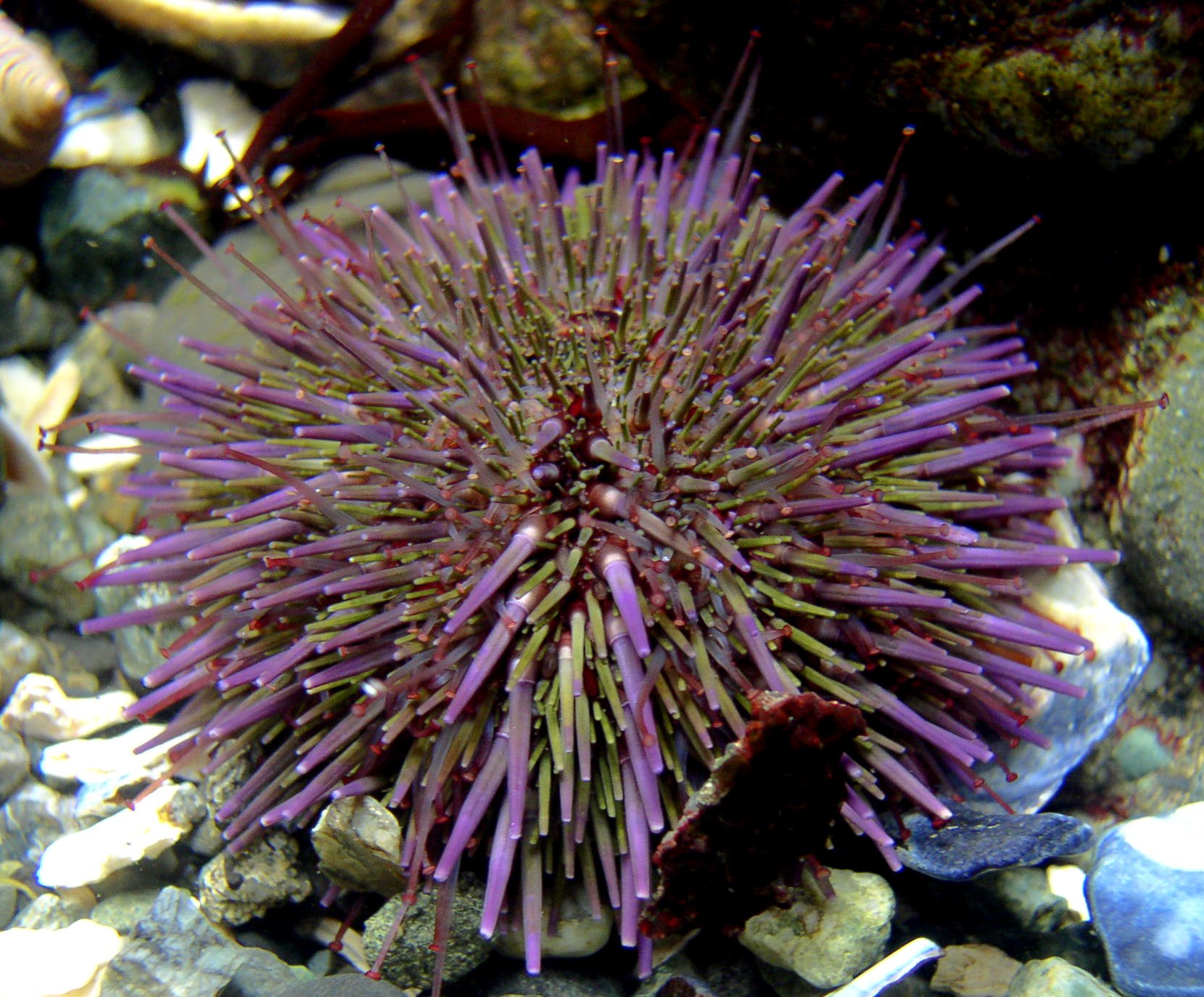
Strongylocentrotus purpuratus
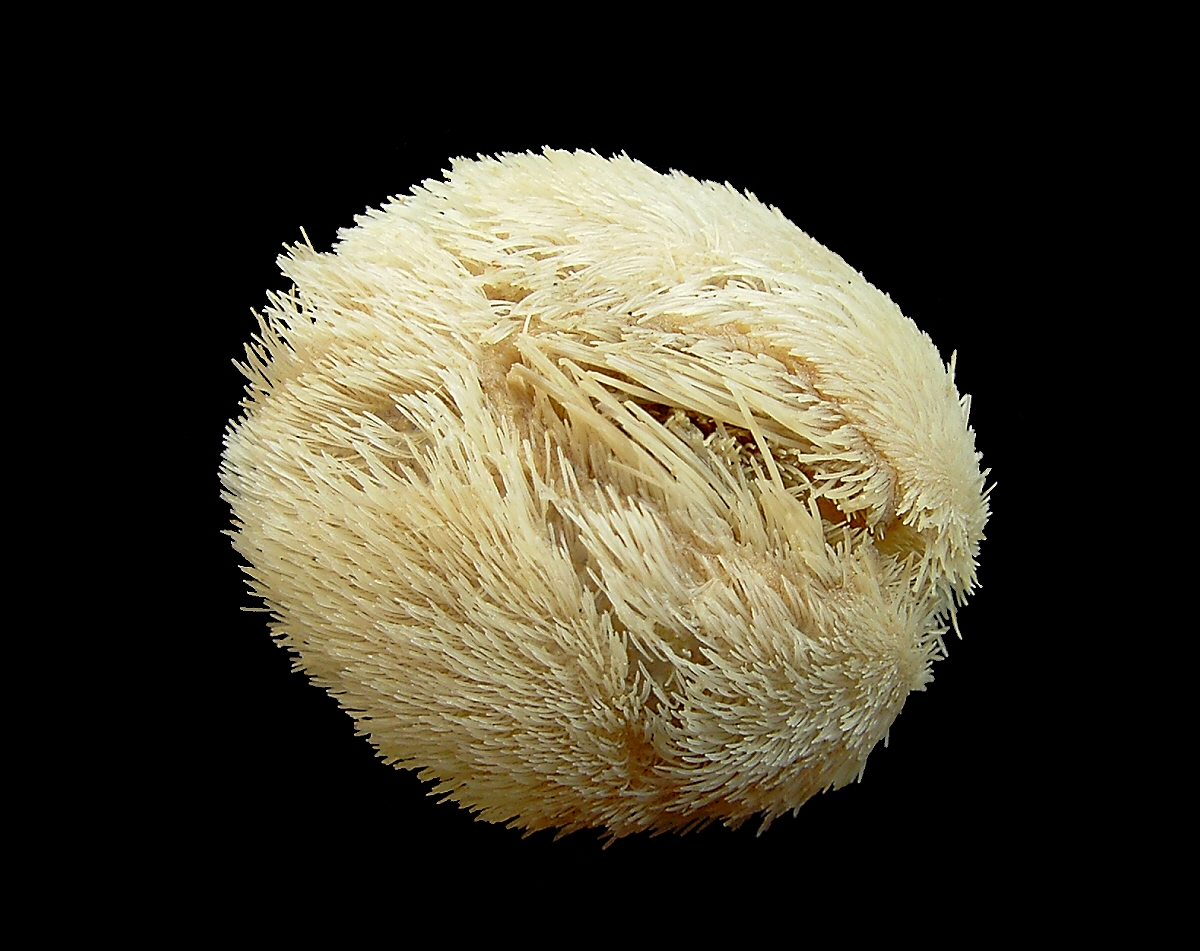
Echinocardium cordatum
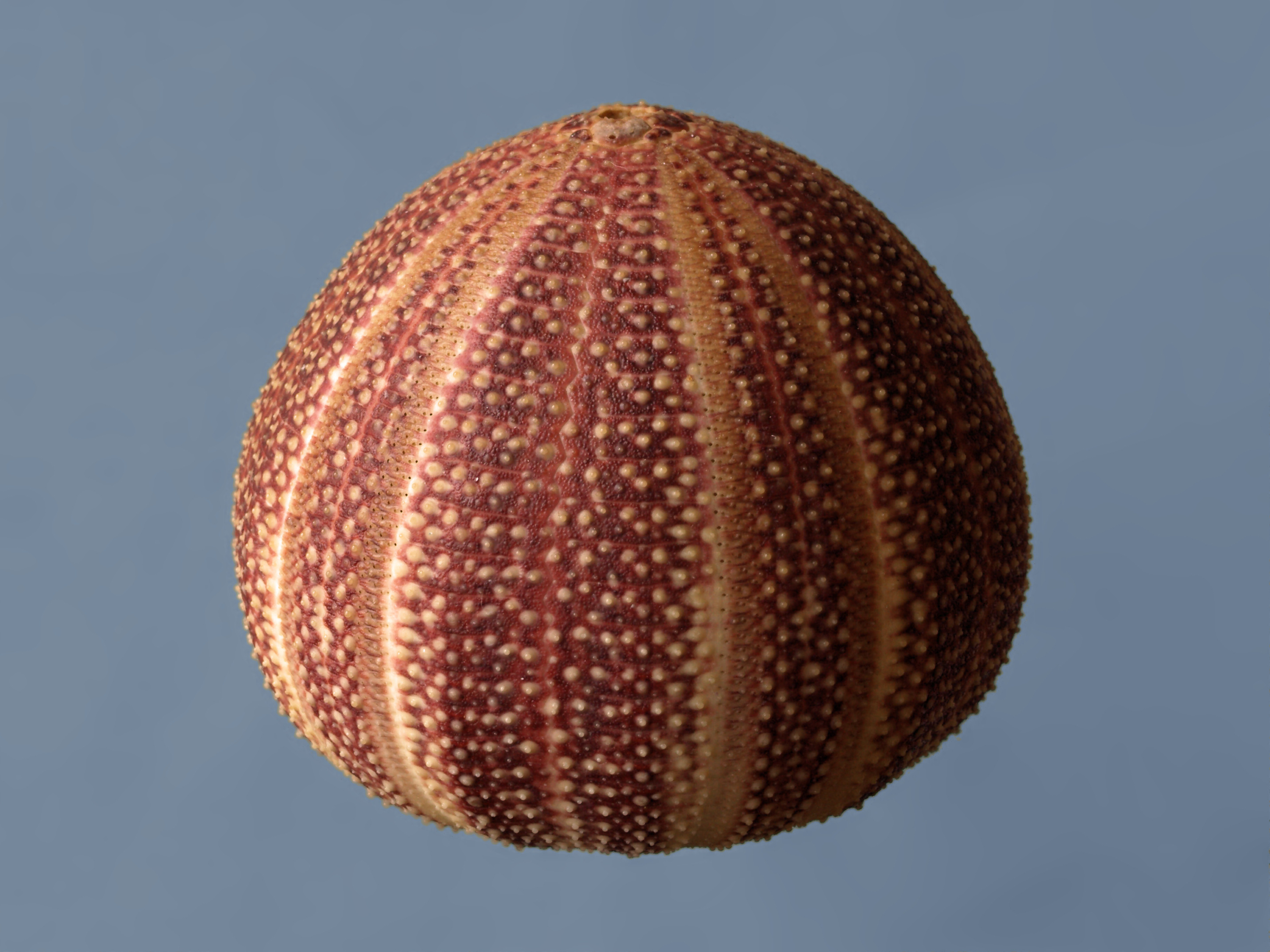
Sjöborrens skal
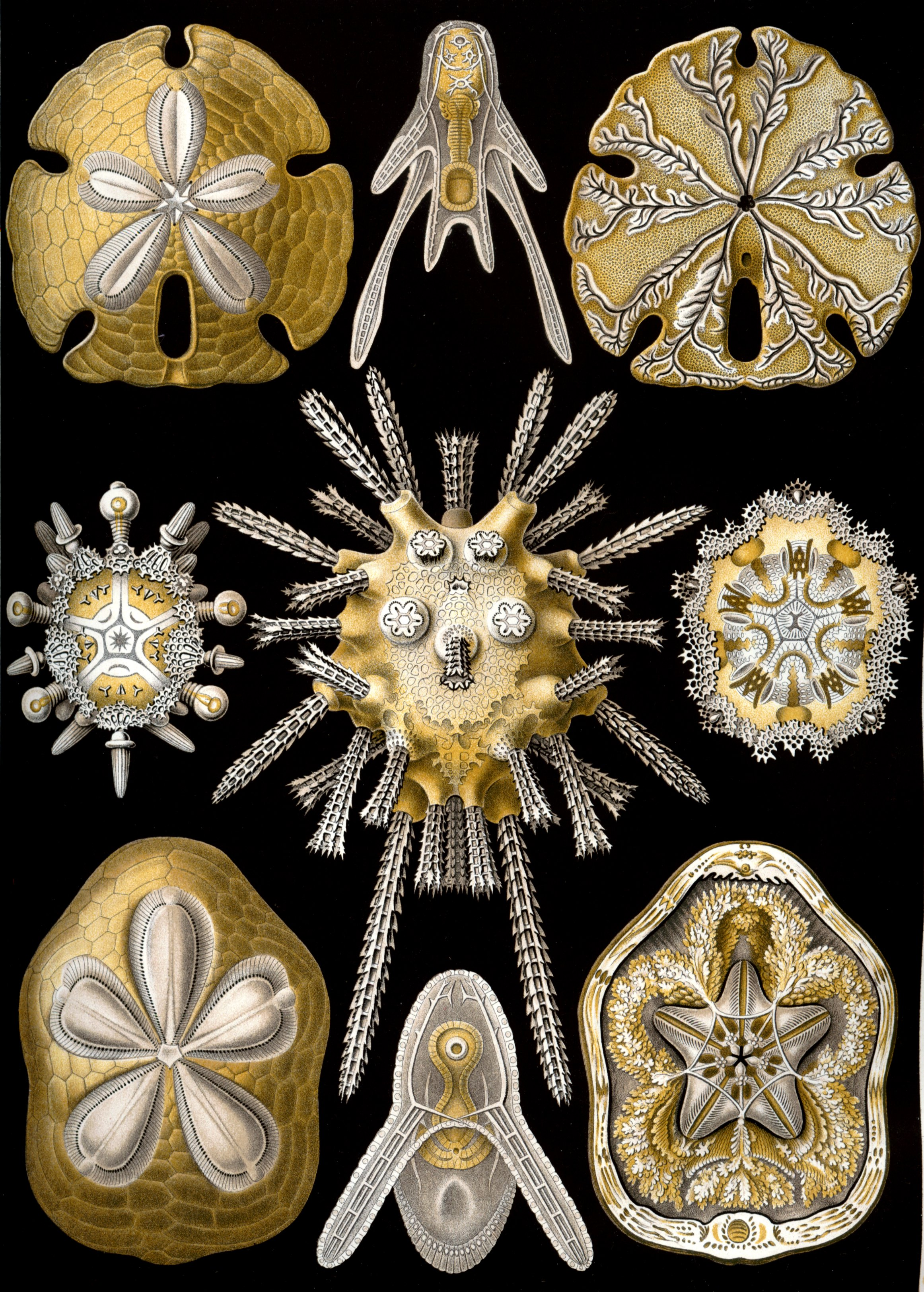
Sjöborrar illustrerade av Haeckel 1904.

## Sjöborrar som människoföda

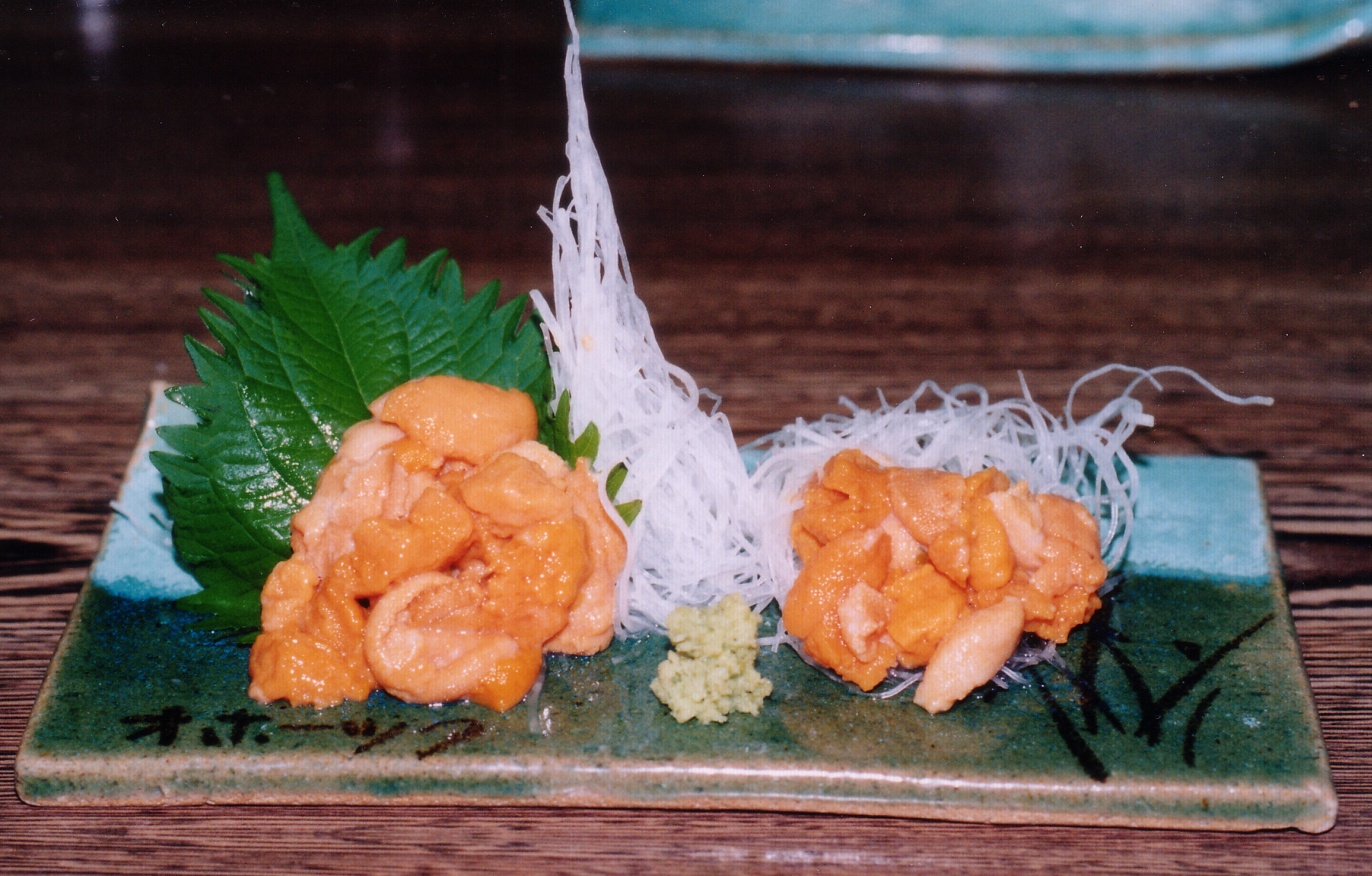
Sjöborre (på japanska uni) serverad som sashimi med lite wasabi

I stora delar av världen äts sjöborrarnas innanmäte (framför allt könskörtlarna) och vissa arter betraktas som en delikatess. Sushi av sjöborre är typiskt fyra-fem gånger dyrare än sushi av de billigare vit- och laxfiskarna.

## Sjöborrarnas plats i livets träd
Illustrationen nedan visar sjöborrarns (Echinoidea) i livets träd.
| Holothuroidea |
|               |
| Echinoidea    |
|               |

| Ophiuroidea |
|             |
| Asteroidea  |
|             |

| Holothuroidea |
|               |
| Echinoidea    |
|               |

| Ophiuroidea |
|             |
| Asteroidea  |
|             |

| Holothuroidea |
|               |
| Echinoidea    |
|               |

| Ophiuroidea |
|             |
| Asteroidea  |
|             |

| Holothuroidea |
|               |
| Echinoidea    |
|               |

| Ophiuroidea |
|             |
| Asteroidea  |
|             |

| Holothuroidea |
|               |
| Echinoidea    |
|               |

| Ophiuroidea |
|             |
| Asteroidea  |
|             |

| Holothuroidea |
|               |
| Echinoidea    |
|               |

| Ophiuroidea |
|             |
| Asteroidea  |
|             |

| Holothuroidea |
|               |
| Echinoidea    |
|               |

| Ophiuroidea |
|             |
| Asteroidea  |
|             |

| Holothuroidea |
|               |
| Echinoidea    |
|               |

| Ophiuroidea |
|             |
| Asteroidea  |
|             |

|  | Ecdysozoa |
|  |           |
|  | Spiralia  |
|  |           |

| Holothuroidea |
|               |
| Echinoidea    |
|               |

| Ophiuroidea |
|             |
| Asteroidea  |
|             |

| Holothuroidea |
|               |
| Echinoidea    |
|               |

| Ophiuroidea |
|             |
| Asteroidea  |
|             |

| Holothuroidea |
|               |
| Echinoidea    |
|               |

| Ophiuroidea |
|             |
| Asteroidea  |
|             |

| Holothuroidea |
|               |
| Echinoidea    |
|               |

| Ophiuroidea |
|             |
| Asteroidea  |
|             |

| Holothuroidea |
|               |
| Echinoidea    |
|               |

| Ophiuroidea |
|             |
| Asteroidea  |
|             |

| Holothuroidea |
|               |
| Echinoidea    |
|               |

| Ophiuroidea |
|             |
| Asteroidea  |
|             |

| Holothuroidea |
|               |
| Echinoidea    |
|               |

| Ophiuroidea |
|             |
| Asteroidea  |
|             |

| Holothuroidea |
|               |
| Echinoidea    |
|               |

| Ophiuroidea |
|             |
| Asteroidea  |
|             |

|  | Ecdysozoa |
|  |           |
|  | Spiralia  |
|  |           |

| Holothuroidea |
|               |
| Echinoidea    |
|               |

| Ophiuroidea |
|             |
| Asteroidea  |
|             |

| Holothuroidea |
|               |
| Echinoidea    |
|               |

| Ophiuroidea |
|             |
| Asteroidea  |
|             |

| Holothuroidea |
|               |
| Echinoidea    |
|               |

| Ophiuroidea |
|             |
| Asteroidea  |
|             |

| Holothuroidea |
|               |
| Echinoidea    |
|               |

| Ophiuroidea |
|             |
| Asteroidea  |
|             |

| Holothuroidea |
|               |
| Echinoidea    |
|               |

| Ophiuroidea |
|             |
| Asteroidea  |
|             |

| Holothuroidea |
|               |
| Echinoidea    |
|               |

| Ophiuroidea |
|             |
| Asteroidea  |
|             |

| Holothuroidea |
|               |
| Echinoidea    |
|               |

| Ophiuroidea |
|             |
| Asteroidea  |
|             |

| Holothuroidea |
|               |
| Echinoidea    |
|               |

| Ophiuroidea |
|             |
| Asteroidea  |
|             |

|  | Ecdysozoa |
|  |           |
|  | Spiralia  |
|  |           |

| Holothuroidea |
|               |
| Echinoidea    |
|               |

| Ophiuroidea |
|             |
| Asteroidea  |
|             |

| Holothuroidea |
|               |
| Echinoidea    |
|               |

| Ophiuroidea |
|             |
| Asteroidea  |
|             |

| Holothuroidea |
|               |
| Echinoidea    |
|               |

| Ophiuroidea |
|             |
| Asteroidea  |
|             |

| Holothuroidea |
|               |
| Echinoidea    |
|               |

| Ophiuroidea |
|             |
| Asteroidea  |
|             |

| Holothuroidea |
|               |
| Echinoidea    |
|               |

| Ophiuroidea |
|             |
| Asteroidea  |
|             |

| Holothuroidea |
|               |
| Echinoidea    |
|               |

| Ophiuroidea |
|             |
| Asteroidea  |
|             |

| Holothuroidea |
|               |
| Echinoidea    |
|               |

| Ophiuroidea |
|             |
| Asteroidea  |
|             |

| Holothuroidea |
|               |
| Echinoidea    |
|               |

| Ophiuroidea |
|             |
| Asteroidea  |
|             |

|  | Ecdysozoa |
|  |           |
|  | Spiralia  |
|  |           |